# Tobadiller Straße
De Tobadiller Straße (L350) is een 5,45 kilometer lange Landesstraße (lokale weg) in het district Landeck in de Oostenrijkse deelstaat Tirol. De weg is een zijweg van de Tiroler Straße (B171) en begint net ten westen van Perfuchs, een stadsdeel van Landeck. De weg loopt vervolgens in zuidwestelijke richting naar Tobadill (1138 m.ü.A.). Het beheer van de straat valt onder de Straßenmeisterei Landeck/Zams.